# Província de Germán Jordán

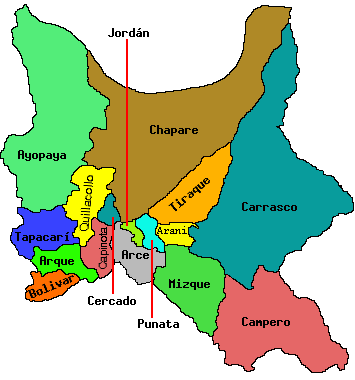
Les províncies del Departament de Cochabamba.

La província de Germán Jordán és una de les 16 províncies del Departament de Cochabamba, a Bolívia. La seva capital és Cliza.